# Splachnum
Splachnum là một chi rêu trong họ Splachnaceae.